# 黄腾峡
黄腾峡是中国广东省清远市清城区的一座山峰，高度683米，被誉为“小九寨沟”。因黄腾峡有一条长而狭小的溪流，当地人打造了漂流项目发展旅游业。

## 地理
黄腾峡高683米，河道总落差168米，最高落差大约12米，最长落差大约100米，大小落差有130多处。

## 交通信息
公交

乘坐260路公交车到“黄腾峡生态旅游区”站下车即可

自驾

1. 广州-广清高速（清远市区出口）-行驶出高速时左转进入清远大道-直行经过红绿灯后往凤城大桥方向-经过凤城大桥后直行第三个红绿灯右转直入3.8公里-到达景区。

2. 广州-广清高速（银盏出口）-107国道直行到市区-经过北江大桥后第一个红绿灯右转直行4.8公里-到达景区。